# Michel Jeury

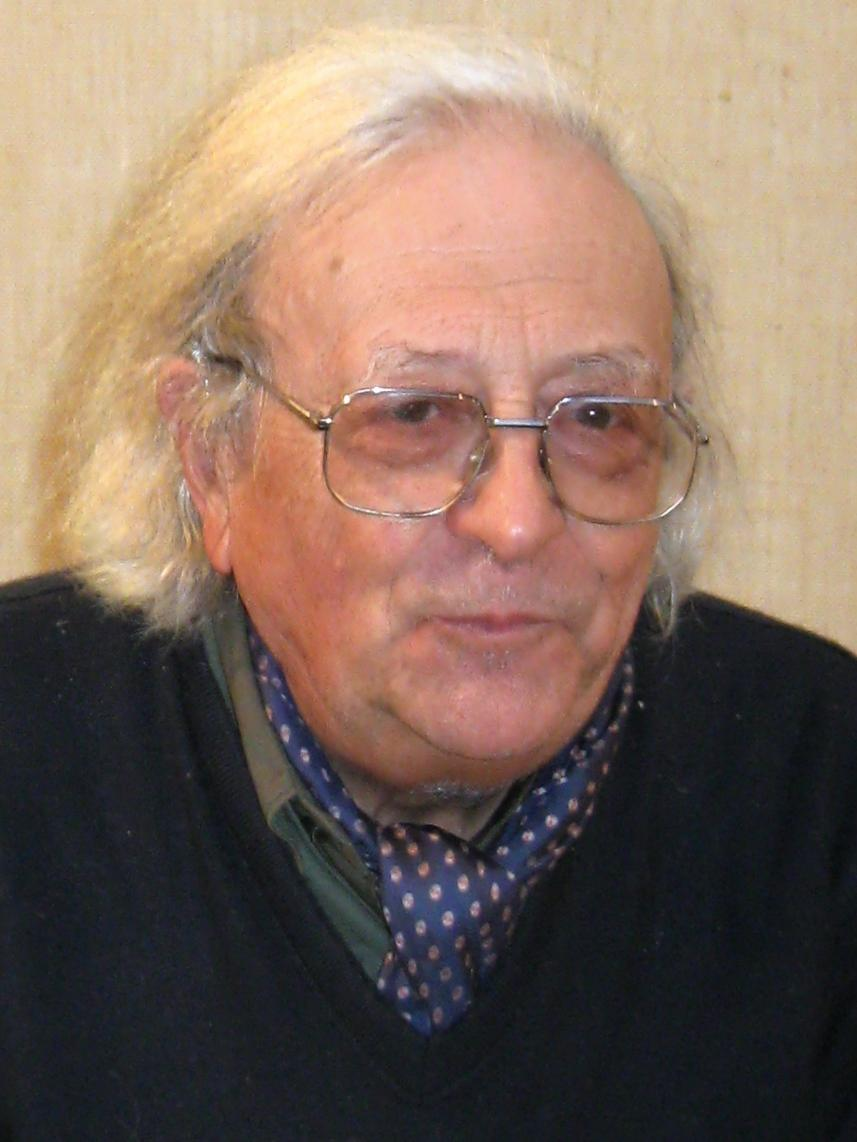
Michel Jeury 2007

Michel Jeury (geboren am 23. Januar 1934 in Razac-d’Eymet, Département Dordogne; gestorben am 9. Januar 2015 in Vaison-la-Romaine) war ein französischer Science-Fiction-Autor.

## Werk
Jeury veröffentlichte zunächst zwei Romane und eine Kurzgeschichte unter dem Pseudonym Albert Higon. Es folgte dann eine Pause von über einem Jahrzehnt, bis 1973 Le temps incertain (deutsch Robert Holzachs chronolytische Reisen) erschien, ein Roman, der von vielen mit Arbeiten Philip K. Dicks verglichen wurde. Darin unternehmen „Psychonauten“ des 21. Jahrhunderts Reisen in die Vergangenheit, wo sie sie die Eingriffe einer schattenhaften Macht in die Zeitlinien des „chronolytischen Universums“ zu unterbinden versuchen.
1974 wurde er mit dem Grand Prix de l’Imaginaire für Le temps incertain ausgezeichnet.
In den folgenden Jahren erschienen zahlreiche weitere Arbeiten Jeurys, die ihn als politisch und sozial engagierten SF-Autor auswiesen. Er galt als ein Erneuerer der französischen Science-Fiction.

## Auszeichnungen
- 1960: Prix Jules-Verne für La machine du pouvoir
- 1974: Grand Prix de l’Imaginaire für Le temps incertain
- 1980: Prix Rosny aîné für Le Territoire humain
- 1981: Prix Rosny aîné für Les Yeux géants
- 1983: Prix Apollo für L'Orbe et la Roue
- 1983: Cosmos 2000 für L'Orbe et la Roue
- 1986: Prix Julia-Verlanger für Le Jeu du monde
- 1999: Prix Ozone für die beste Science-Fiction für Jugendliche für Le Chat venu du futur
- 2008; Prix Cyrano für das Lebenswerk
- 2011: Grand Prix de l’Imaginaire für May le monde
- 2016: Grand Prix de l’Imaginaire, Spezialpreis für Carnets chronolytiques

## Bibliographie
Écumeurs du silence (Serie)
- 1 Les écumeurs du silence (1980)
- 2 Le sombre éclat (1980)

Les Colmateurs (Serie)
- 1 Cette Terre (1981)
- 2 Le vol du serpent (1982)
- 3 Les démons de Jérusalem (1985)
- Les colmateurs (1978, Kurzgeschichte)
  - Deutsch: Die Abriegler. In: Daniel Fondanèche (Hrsg.): Die gezinkten Karten der Zukunft. Heyne SF&F #3837, 1981, ISBN 3-453-30740-2.

Goer de la Terre (Serie)
- 1 La planète du jugement (1982)
- 2 Goer-le-renard (1982)
- 3 Vers l’âge d’or (1983)
- 4 La marée d’or (1985)

Romane
- Aux étoiles du destin (1960, als Albert Higon)
- La machine du pouvoir (1960, als Albert Higon)
- Le temps incertain (1973)
  - Deutsch: Robert Holzachs chronolytische Reisen. Bastei Lübbe Science Fiction Special #24027, 1982, ISBN 3-404-24027-8.
- Les singes du temps (1974)
- Les animaux de justice (1976, als Albert Higon)
- Soleil chaud poisson des profondeurs (1976)
- L’empire du peuple (1977, mit Pierre Marlson, als Albert Higon)
- Le jour des Voies (1977, als Albert Higon)
- Le sablier vert (1977)
- Le monde du lignus (1978)
- Poney-dragon (1978)
- Le territoire humain (1979)
- L’univers-ombre (1979)
- Les enfants de Mord (1979)
- Les îles de la Lune (1979)
  - Deutsch: Die Inseln im Monde. Heyne SF&F, 1985, ISBN 3-453-31117-5.
- Les yeux géants (1980)
- Le seigneur de l’histoire (1980)
- La sainte Espagne programmée (1981)
- Les hommes-processeurs (1981)
- L’orbe et la roue (1982)
- Les tours divines (1982)
- L’île bleue (1983, mit Jean-Claude Guidicelli)
- Quand le temps soufflera (1983)
- L’anaphase du diable (1984)
- Les survivants du paradis (1985)
- Le dernier paradis (1985)
- Le jeu du monde (1985)
- La croix et la lionne (1986)
- L’univers-ombre (1987)
- Aux yeux la lune (1988)
- Les mondes furieux (1988, als Albert Higon)
- La chimère infernale (1992, als Albert Higon)
- Le vaisseau-démon (1992, als Albert Higon)
- Le chat venu du futur (1998, mit Dany Jeury)
- May le monde (2010)
- L’univers-ombre (2010)

Sammlungen
- Le Snant n’est pas la mort et autres recits (1981)
- Le livre d’or de la Science-Fiction: Michel Jeury (1982)

Kurzgeschichten
- Le Snant n’est pas la mort (1960, als Albert Higon)
- Contact avec le Yarg (1961)
- Vers la haute tour (1974)
- Ouragan sur le secrétaire d’état (1974)
- Le rendez-vous du sud (1974)
  - Deutsch: Rendez-vous im Süden. In: Jörg Weigand (Hrsg.): Sie sind Träume. Heyne SF&F #3690, 1980, ISBN 3-453-30610-4.
- Simulateur ! Simulateur ! (1974)
- La fête du changement (1975)
- Les maîtres des jardins (1975, mit Katia Alexandre)
- L’envoyé de la planète grise (1975, mit Katia Alexandre)
- La poudre jaune du temps (1975)
- Les maraudeurs galactiques – Ombre et lumière sur un souvenir incertain (1975)
- Les transpondus (1975)
- Donne-nous l’oubli, Domelia (1975, mit Katia Alexandre)
- Les serviteurs de la ville (1975, mit Katia Alexandre)
- Les chiens de l’espace (1976)
- La guerre et mon amour (1976)
- La sonate d’un autre monde (1976, mit Katia Alexandre)
  - Deutsch: Die Sonate aus einer anderen Welt. In: Jörg Weigand (Hrsg.): Sterbegenehmigung. Moewig (Playboy Science Fiction #6737), 1984, ISBN 3-8118-6737-7.
- Un jour torride (1976)
- Qui joue ? Qui meurt ? (1976, mit Katia Alexandre und Christine Renard)
- L’usine et le château (1976)
  - Deutsch: Fabrik und Schloß. In: Bernhard Thieme (Hrsg.): Der Planet mit den sieben Masken: Utopische Erzählungen aus Frankreich. Neues Leben (Basar), 1979.
- Pauvre chicon (1977)
- L’armée rouge contre les utopistes (1977)
- L’adieu aux lucioles (1977, mit Katia Alexandre)
- Vivre le temps (1977)
- La mémoire de l’éden (1977)
- La dernière guerre des BAT (1977)
- Les surdoués de Santa-Maria (1978)
- Territoire indien territoire humain (1978)
- Les cygnes se créent dans le ciel (1978)
- Mais quel territoire ? (1978)
- Les enchaînés (1978)
- Les négateurs (1978)
- Le village au centre du monde (1979)
- La planète des vaches (1979)
- A la mémoire des en-je (Le désert du monde, deuxième) (1979, mit Jean-Pierre Andrevon)
- Mission fractale (1980)
- Le voyage de la morille (1980)
- La jeuridicktion (1981, mit Xavier Ramillon)
- Parang’s blues (1981, mit Didier Bucheron)
- La Ménagère et le dépanneur (1984, mit Pierre-Paul Durastanti)
- Je t’offrirai la guerre (1984)
- Le vol de l’hydre (1984)
- Le compagnon du paysan (1985)
- Le jour des étoiles (1985)
- Machine donne ! (1988)
- La vallée du temps profond (1995)
- La bonne étoile (1996)
- Les envoyés de l’An 2000 (1999)
- Escale (2003)
- Le cinquième horizon (2010)

Anthologien / als Herausgeber
- Utopies 75 (1975)
- Planète socialiste (1977)

Sachliteratur
- Carnets chronolytiques (2015)